# Abū Ṭisht
Abū Ṭisht es un distrito de la gobernación de Quena, Egipto. En julio de 2017 tenía una población estimada de 466 395 habitantes.
Se encuentra ubicado en el centro-sur del país, junto al río Nilo, a unos 70 km al norte de Luxor.